# Montrose FC
Montrose FC is een Schotse voetbalclub uit Montrose in Angus.
De club werd in 1879 opgericht en sloot zich in 1929 bij de Football League aan. De beste periode van de club was er in de jaren 70. De club haalde enkele succesjes in de beker en was een gevreesd team. De club speelde nooit in de hoogste klasse en pendelde vooral tussen 2de en 3de. Er werden 37 seizoenen in de 2de klasse doorgebracht.
Sinds de oprichting van de Third Division (4de klasse) is dat echter de thuishaven van de club geworden. In 1995 promoveerde de club nog als vicekampioen maar na één seizoen in 3de degradeerde de club opnieuw en kon sindsdien nog niet wegraken uit de kelder van de Schotse League.

## Erelijst
- Scottish Football League Second Division
  - Winnaar (1): 1984/85

## Eindklasseringen
| 7 |

| 7 |

| 4 |

| 9 |

| 16 |

| 13 |

| 12 |

| 13 |

| 8 |

| 19 |

| 17 |

| 14 |

| 19 |

| 7 |

| 7 |

| 5 |

| 15 |

| 5 |

| 16 |

| 9 |

| 12 |

| 13 |

| 10 |

| 8 |

| 6 |

| 10 |

| 6 |

| 8 |

| 3 |

| 3 |

| 5 |

| 11 |

| 13 |

| 9 |

| 7 |

| 10 |

| 14 |

| 12 |

| 1 |

| 12 |

| 12 |

| 8 |

| 6 |

| 13 |

| 2 |

| 11 |

| 12 |

| 10 |

| 2 |

| 10 |

| 6 |

| 9 |

| 10 |

| 9 |

| 9 |

| 5 |

| 7 |

| 6 |

| 5 |

| 9 |

| 8 |

| 3 |

| 5 |

| 10 |

| 8 |

| 8 |

| 6 |

| 6 |

| 10 |

| 8 |

| 4 |

| 1 |

| 4 |

| 4 |

| 4 |

| 3 |

| 7 |

| 4 |

| 8 |

| Niveau 1 | Niveau 2 | Niveau 3 | Niveau 4 |

| Periode    | Niveau 1                | Niveau 2              | Niveau 3            | Niveau 4            |
| 1893-1975  | Division One            | Division Two          | Division Three      | --                  |
| 1975-1998  | Premier Division        | First Division        | Second Division     | Third Division      |
| 1998-2013  | Scottish Premier League | First Division        | Second Division     | Third Division      |
| 2013-heden | Scottish Premiership    | Scottish Championship | Scottish League One | Scottish League Two |

## Records
- Grootste overwinning: 12-0 tegen Vale of Leithen, in 1975
- Zwaarste nederlaag: 0-13 tegen Aberdeen in 1951
- Hoogste aantal toeschouwers: 8983 tegen Dundee FC in 1973

## Bekende (oud-)spelers
- Ivo den Bieman